# اليكسي بوندارينكو
اليكسي بوندارينكو (الروسية: Бондаренко, Алексей Петрович) هو لاعب جمباز فني روسي، ولد في 23 أغسطس 1978 في قوستاناي في كازاخستان.

## وصلات خارجية
- اليكسي بوندارينكو على موقع الاتحاد الدولي للجمباز (licence) (الإنجليزية)
- اليكسي بوندارينكو على موقع الاتحاد الدولي للجمباز (biography) (الإنجليزية)
- اليكسي بوندارينكو على موقع اللجنة الأولمبية الدولية (الإنجليزية)
- اليكسي بوندارينكو على موقع أوليمبيديا (الإنجليزية)